# Eilanden (periferie-district)
Eilanden (Grieks: Περιφερειακή ενότητα Νήσων, Periphereiaki enotita Nison) is een periferie-district (perifereiaki enotita) in de Griekse regio Attica. De hoofdstad is Salamis en Eilanden had 74.651 inwoners (2001).
Het periferie-district omvat het eilanddeel van Attica.

## Geografie
Het departement omvat de Saronische Eilanden in ruime zin, waaronder Salamis, Egina en Hydra. Daarnaast hoort ook een stuk land op de Peloponnesos, omsloten door het departement Argolis (het schiereiland Methana en omgeving) tot het periferie-district Eilanden. Tot slot ligt ook het, ten zuiden van de Peloponnesos gelegen en bijna 200 km van de stad Piraeus gelegen eiland Kythira, en het kleinere, richting Kreta gelegen Antikythera, in het periferie-district.

## Gemeenten en plaatsen
Gemeenten:
- Egina
- Angistri
- Kythira
- Hydra
- Poros (eiland)
- Salamis
- Spetses
- Troizinia-Methana

Plaatsen
| Plaats                       | Hoofdplaats (vroeger) | Postcode | GEMEENTE  | Hoofdplaats van de gemeente |
| ---------------------------- | --------------------- | -------- | --------- | --------------------------- |
| Aigina ((nl) Egina)          | Aigina                | 180 10   | Aigina    | Aigina                      |
| Agkistri                     | Agkistri              | 180 10   | Agkistri  | Agkistri                    |
| Ampelakia                    | Ampelakia             | 189 02   | Salamina  | Salamina                    |
| Antikythira(nl) Andikithira) | Antikythira           | 801 00   | Kythira   | Kythira                     |
| Kythira                      | Kythira               | 801 00   | Kythira   | Kythira                     |
| Methana                      | Loutropoli Methanon   | 180 30   | Troizinia | Galatas                     |
| Poros                        | Poros                 | 229 80   | Poros     | Poros                       |
| Salamina                     | Salamina              | 189 xx   | Salamina  | Salamina                    |
| Spetses                      | Spetses               | 180 50   | Spetses   | Spetses                     |
| Troizina                     | Galatas               | 180 20   | Troizinia | Galatas                     |
| Ydra ((nl) Idhra)            | Ydra                  | 180 40   | Ydra      | Ydra                        |